# Tramain
Tramain é uma comuna francesa na região administrativa da Bretanha, no departamento Côtes-d'Armor. Estende-se por uma área de 9,29 km². Em 2010 a comuna tinha 703 habitantes (densidade: 75,7 hab./km²).